# 藤原敏司
藤原 敏司（ふじはら としじ、1952年（昭和27年）8月8日 - ）は、日本の政治家。大阪府熊取町長（3期）、大阪維新の会顧問。大阪府議会議員（1期）、熊取町議会議員（3期）を務めた。

## 来歴
大阪府熊取町出身。
1975年3月、大阪経済大学経済学部卒業。
1985年4月、家業のタオル卸業の藤原商店の代表に就く。
2003年、熊取町議会議員選挙に出馬し、初当選。
2007年、2期目当選。
2011年4月、大阪府議会議員選挙に初当選。
2016年1月24日に行われた熊取町町長選挙では、大阪維新の会公認候補として出馬。3選を目指した無所属現職の中西誠と自由民主党公認の新人で測量士の清原猛志、無所属新人で元町議の鈴木実、無所属新人で元シンクタンク研究員の大屋智浩の4人を破り、初当選を果たした。この選挙は、橋下徹が代表を退いてから初めて首長選挙となり、自由民主党も府内の首長選挙としては45年ぶりに公認候補を擁立した選挙だった。町長就任。選挙の結果は以下のとおり。
※当日有権者数：3,4969人 最終投票率：48.42%（前回比：前回無投票pts）
| 候補者名 | 年齢 | 所属党派     | 新旧別 | 得票数  | 得票率 | 推薦・支持 |
| -------- | ---- | ------------ | ------ | ------- | ------ | ---------- |
| 藤原敏司 | 63   | 大阪維新の会 | 新     | 5,141票 | 30.36% |            |
| 中西誠   | 36   | 無所属       | 新     | 3,553票 | 20.98% |            |
| 清原猛志 | 59   | 自由民主党   | 新     | 3,017票 | 17.81% |            |
| 鈴木実   | 67   | 無所属       | 新     | 1,879票 | 11.09% |            |

2020年1月19日に行われた熊取町長選挙では、新人で日本共産党推薦の大浦正義候補を破り、2期目の当選を果たした。町長就任。選挙の結果は以下のとおり。
※当日有権者数：35,859人 最終投票率：33.12%（前回比：-15.3pts）
| 候補者名 | 年齢 | 所属党派     | 新旧別 | 得票数  | 得票率 | 推薦・支持         |
| -------- | ---- | ------------ | ------ | ------- | ------ | ------------------ |
| 藤原敏司 | 67   | 大阪維新の会 | 現     | 8,787票 | 73.97% |                    |
| 大浦正義 | 73   | 無所属       | 新     | 2,889票 | 24.32% | （推薦）日本共産党 |